# Битва за Спион-Коп
Битва за Спион-Коп (англ. Battle of Spion Kop; нидерл. Slag bij Spionkop; африк. Slag van Spioenkop) — сражение второй англо-бурской войны за холм Спион-Коп 24 января 1900 года. После неудачи при Коленсо британский генерал Редверс Буллер предпринял попытку форсировать Тугелу в 30 километрах выше по течению. 16—18 января его части переправлялись через реку, после чего вступили в бой с бурами, успевшими сформировать фронт. К 22 января попытки фронтального прорыва были признаны безуспешными, и ставка была сделана на внезапный захват господствующей высоты в цепи крутых холмов, Спион-Копа. В ночь на 24 января британские полки сумели застать врасплох защитников Спион-Копа, и те отступили с плоской вершины. Утром буры контратаковали, после чего весь день на вершине шёл изнурительный окопный бой. К вечеру обе стороны посчитали себя проигравшими и в темноте отступили. Несколько буров остались на вершине, просигнализировали товарищам об отходе британцев, и буры снова поднялись на Спион-Коп. Британцы отступили за Тугелу.

## Предыстория
После того как в начале ноября 1899 года буры осадили Ледисмит, командующий войсками Наталя генерал Редверс Буллер пытался деблокировать город. Буры заняли позиции на северном (левом) берегу Тугелы, и форсирование реки было главной трудностью для британцев. В середине декабря Буллер повёл войска через реку в самом близком месте к Ледисмиту, у Коленсо, который ещё занимали буры. Атака потерпела поражение, и Буллер решил найти новое место перехода через реку. Оно было найдено в 25 километрах выше по течению, у брода Потжитерс. С 11 января там стали постепенно сосредотачиваться отдельные британские части, 16 января бригада Невилла Литтлтона стала переправляться через Потжитерс. Это соединение вместе с бригадой Эдварда Вудгейта входило в дивизию генерала армии Чарльза Уоррена. Генерал-лейтенант Фрэнсис Клери, подчинявшийся Уоррену, командовал дивизией, в которую входили бригады Хилдварда и Харта. Кроме того, в корпус входили бригада Талбота Коука, отдельные кавалерийские части и около 60 артиллерийских орудий. Редверс Буллер был командующим фронта, степень его участия в руководстве атакой достоверно неизвестна.
Литтлтон переправился напротив юго-восточного подножия подковообразной цепи крутых холмов, где господствует расположенный на острие Спион-Коп (Шпионский Холм). Уоррен вместе с бригадами Вудгейта, Хилдварда и Харта переправился 17—18 января километрах в восьми западнее Потжитерса, через брод Тричардс. Видя передвижение британцев, буры оттянули на запад часть сил из-под Коленсо, а также прислали туда некоторые соединения, осаждающие Ледисмит. Они не успели занять берег реки, и Потжитерс и Тричард были преодолены без сопротивления. Первыми Тричардс перешли кавалеристы, дальше отправившиеся на северо-запад для разведки бурских позиций. Они перехватили и разбили отряд коммандо Хейлброна, двигавшийся на запад к Эктон-Хоумс. Однако Уоррен совершил роковую ошибку, не послав части дальше с целью обойти цепь Спион-Копа с северо-запада. Вместо этого кавалерия вернулась в тыл, а британцы развернули по широму фронту слева направо бригады Хилдварда, Харта и Вудгейта. Последняя заняла позиции напротив вершины Спион-Коп, слева от бригады Литтлтона; бригада Коука осталась в резерве.
19—21 января британцы вели медленное фронтальное наступление по изрезанной оврагами местности. К тому моменту буры уже развернули фронт почти до Эктон-Хоумс, вырыли траншеи и оказывали неприятелю серьёзное сопротивление. 22 января британское командование признало продолжение текущего наступления бесперспективным, и было принято решение атаковать выпиравший из бурского фронта Спион-Коп. Его захват дал бы решающее преимущество при атаке на остальные холмы цепи и позволил бы артиллерии вести продольный обстрел траншей к западу. Атаку собирались осуществить в ночь на 23 января силами бригады Вудгейта (2-й Королевский ланкастерский полк, 2-й Ланкаширский фузилерский полк и 1-й Южный ланкаширский полк), которая должна была осуществить подъём при поддержке 180 конных пехотинцев подполковника (по другим данным, полковника) Александра Торникрофта, занимавшихся разведкой холма. Затем операция была перенесена на ночь 24 января, возможно по той причине, что Торникрофт хотел доразведать местность. Это была не первая и не последняя задержка в операции, Уоррен позже за них резко критиковался.

## Битва
В час ночи 24 января бригада Вудгейта и разведчики Торникрофта начали взбираться по крутым склонам Спион-Копа, дождь помог им незаметно подобраться к бурам. Холм охраняли немногочисленные коммандос Врихейда, не ожидавшие нападения. В 3 часа начался бой, вскоре буры отступили. Очевидно, они бежали со всей плоской вершины холма или даже спустились к его подножию. Британцы, по их словам, заняли траншеи по центру плато на вершине холма, в темноте полагая, что дошли до его края. Согласно бурским данным, солдаты противника прошли вершину и заняли позиции за валунами, обрамляющими плато. Для буров потеря Спион-Копа означала скорое отступление остального фронта, и в контратаку были брошены резервы: коммандо Каролины во главе с Хендриком Принсло и некоторые преторийские отряды. Они сумели откинуть британцев с северного края плато, после чего те укрылись в 40-сантиметровых траншеях. Началась упорная ружейная перестрелка. Буры сумели установить на соседних высотах до пяти орудий, которые вели по сгрудившимся на вершине британцам довольно точный огонь. Британцы не могли воспользоваться десятками своих орудий, остававшихся у подножия крутых холмов.
Около 8:30 был убит осколком снаряда генерал-майор Вудгейт. В то же время был ранен командир 2-го Ланкаширского фузилерского полка полковник Бломфилд и убиты двое майоров. В рядах британцев возникла неразбериха с командованием, по рангу оно перешло к командующему 2-м Королевским ланкастерским полком полковнику Крофтону. Тот прислал Уоррену записку с требованием срочно прислать подкрепление, или он отступит. Подкрепление было послано в виде батальонов бригады Коука. Сам же Коук был оставлен у подножия, так как Буллер решил назначить временным командиром на Спион-Копе Торникрофта, что противоречило ранговой системе. Более трёх тысяч британцев были отправлены на Спион-Коп, где им не хватало укрытий: ширина фронта на вершине равнялась всего паре сотен метров. В середине дня у британцев кончилась вода, под непрекращающимся ружейным и артиллерийским обстрелом их боевой дух опустился до минимума. Некоторые ланкаширские фузилёры сдались, другим это не позволил сделать Торникрофт. На позициях буров дела обстояли также плачевно. Они не могли видеть потерь британцев, скрытых за бруствером, в то время как их раненые и мёртвые товарищи лежали рядом. Для бойцов коммандо было непривычно участвовать в позиционном бою, и они начали массово дезертировать к подножию холма.
Торникрофт продолжал просить поддержки. Вечером Литтлтон атаковал восточные вершины гряды, Твин-Пикс, и, по некоторым данным, после кровопролитных боёв овладел ими. К закату на вершине Спион-Копа оставались немногочисленные буры, которые в темноте покинули высоту. Командовавший участком фронта Схалк Бюргер после потери южных вершин гряды признал поражение и приказал войскам отступать. Уоррен, не имевший понятия о действиях буров, ночью послал к Торникрофту связного, Уинстона Черчилля, с целью выяснить его дальнейшие планы. Торникрофт отказался от идеи продолжения сражения даже при поднятии на вершину артиллерии, и приказал отступать с холма. Ночью британцы снялись со всего фронта и отступили, на следующий день переправившись назад за Тугелу. В темноте буры также сворачивали лагеря и собирались отступить по всем направлениям, когда к ним прибыл Луис Бота и, пристыдив, приказал занять оставленные позиции. На рассвете буры увидели двоих своих товарищей на вершине Спион-Копа, радостно размахивавших руками и стрелявших в воздух. Они снова заняли холм.

## Последствия
Чарльз Уоррен, оставшийся в истории более известным как глава лондонской полиции во времена Джека Потрошителя, был снят с должности после битвы. Он считается главным виновником поражения и больше никогда не командовал войсками в боевых условиях. В начале февраля Буллер предпринял ещё одну попытку прорвать оборону Тугелы, на этот раз у Вааль-Кранца, восточнее Спион-Копа. Сражение развивалось примерно с тем же сценарием, что и на Спион-Копе, и Буллер снова отступил за реку. Наконец, во второй половине февраля британцы снова атаковали буров у Коленсо, на этот раз успешно. Буры сняли осаду Ледисмита, в то же время Кронье потерпел катастрофу при Пардеберге, и дальше они только отступали, позволив британцам оккупировать республики. Буллер одержал ещё ряд побед, и осенью триумфально вернулся на родину. Однако вскоре ему припомнили неудачи на Тугеле, и он был уволен со службы.
В отличие от генералов, несколько рядовых участников событий с британской стороны позже получили широкую известность и стали одними из самих влиятельных представителей своих наций. Так, будущий премьер-министр Великобритании Уинстон Черчилль принимал участие в сражении как кавалерист и курьер, посланный вечером 24 января на вершину к Торникрофту. Потери британцев на Спион-Копе оцениваются в 1500 человек, в несколько раз больше бурских. В составе индийских санитарных частей раненых выносил Мохандас Ганди, позже ставший «отцом нации». С бурской стороны рядовым бюргером сражался сын госсекретаря Трансвааля Денейс Рейц, в будущем министр ЮАС.
После битвы Спион-Коп получил известность, в том числе благодаря крутизне склонов; его именем были названы некоторые объекты. Наиболее известной стала британская традиция называть Спион-Копом крутые трибуны стадионов.
В 2010 году в честь исторического сражения был также назван новейший фрегат УРО ВМС ЮАР SAS «Спиюнкоп» (Spioenkop) проекта МЕКО A200.